# Batillipes africanus
Batillipes africanus är en djurart som tillhör fylumet trögkrypare, och som beskrevs av Morone De Lucia, D'Addabbo Gallo och Grimaldi de Zio 1988. Batillipes africanus ingår i släktet Batillipes och familjen Batillipedidae. Inga underarter finns listade i Catalogue of Life.